# شهرستان فوگانگ
فاگانگ (به لاتین: Fogang County) یک شهرستان در جمهوری خلق چین است که در کینگوان واقع شده‌است.